# Owsiannikowo (rejon kiczmiengsko-gorodiecki)
Owsiannikowo (ros. Овсянниково) – wieś w Rosji, w rejonie kiczmiengsko-gorodieckim obwodu wołogodzkiego. W 2010 r. liczyła 67 mieszkańców.